# Mezzo Piano (アルバム)
『Mezzo Piano』（メッツォピアノ）は、2004年9月15日に発売された谷山浩子の通算31作目のアルバムである。
ボーカルは入っておらず、全てピアノ演奏のみで構成されたインストゥルメンタル・アルバムで、自身の曲をピアノで弾いている。

## 収録曲
1. ふたり
2. 水玉時間
3. 銀の記憶
4. 遺跡散歩
5. 河のほとりに
6. クルル・カリル
7. 空からマリカが
8. ひとりでお帰り
9. 悲しみの時計少女
10. COTTON COLOR
11. マイケルという名のパン屋さん
12. 窓の外を誰かが歩いている
13. すずかけ通り三丁目
14. カントリーガール
15. 雨上がりの天使
16. ウミガメスープ
17. 恋するニワトリ
18. さかなの言葉
19. 休暇旅行
20. 沙羅双樹
21. おやすみ

- 作詞・作曲：谷山浩子（全曲）
- 編曲：石井AQ・谷山浩子（全曲）
- ディレクター：長谷川彰介